# Bouconville-sur-Madt
Pour les articles homonymes, voir Bouconville et Bouconville-Vauclair.
Bouconville-sur-Madt est une commune française située dans le département de la Meuse, en région Grand Est.

## Géographie

### Localisation
La commune est à 15,1 km de Commercy et 28,9 de Toul.

### Géologie et relief
La commune fait partie du parc naturel régional de Lorraine,.
Hydrogéologie et climatologie : Système d’information pour la gestion des eaux souterraines du bassin Rhin-Meuse :
Territoire communal : Occupation du sol (Corinne Land Cover); Cours d'eau (BD Carthage),
Géologie : Carte géologique; Coupes géologiques et techniques,
 Hydrogéologie : Masses d'eau souterraine; BD Lisa; Cartes piézométriques.

### Sismicité
Commune située dans une zone 1 de sismicité très faible.

### Hydrographie

#### Réseau hydrographique
La commune est dans le bassin versant du Rhin au sein du bassin Rhin-Meuse. Elle est drainée par le ruisseau le Rupt de Mad, le ruisseau de Molentin, le ruisseau de Pinceron, le ruisseau de l'Étang de Refure, le ruisseau de l'Étang de Wargevau et le ruisseau de l'Étang de Maux la Chevre,.
Le Rupt de Mad, d'une longueur de 55 km, prend sa source dans la commune de Geville et se jette  dans la Moselle à Novéant-sur-Moselle, après avoir traversé 21 communes. 

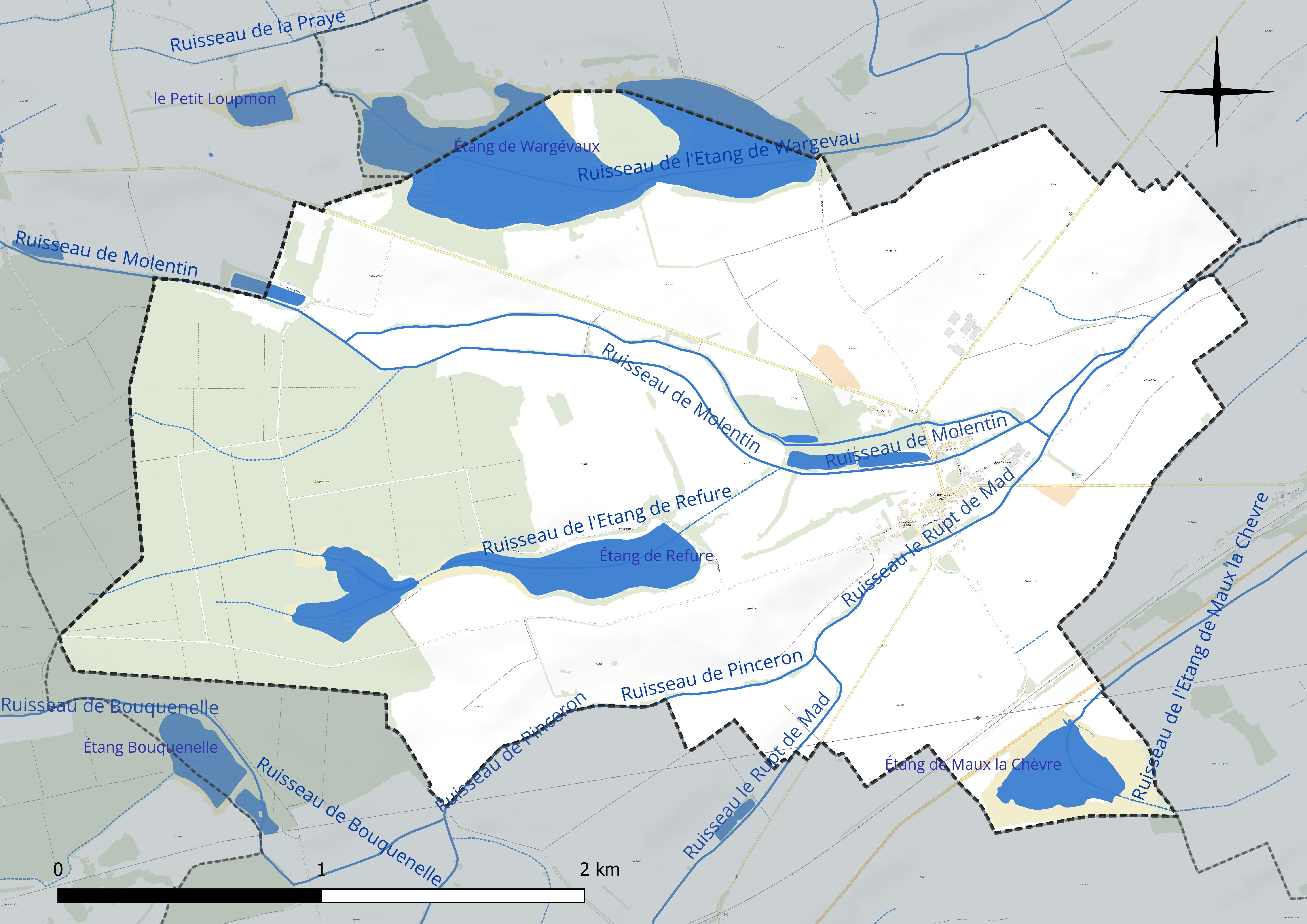
Réseau hydrographique de Bouconville-sur-Madt.

Quatre plans d'eau complètent le réseau hydrographique : l'étang de Girondelle (1,1 ha), l'étang de Maux la Chèvre (9,7 ha), l'étang de Refure (21,9 ha) et l'étang de Wargévaux, d'une superficie totale de 55,9 ha (39 ha sur la commune),.

#### Gestion et qualité des eaux
Le territoire communal est couvert par le schéma d'aménagement et de gestion des eaux (SAGE) « Rupt de Mad, Esch, Trey ». Ce document de planification concerne les bassins versants du Rupt de Mad, de l’Esch et du Trey. Le périmètre a été arrêté le 2 juin 2014, la commission locale de l'eau (CLE) a été créée le 20 juin 2017, puis modifiée le 26 mars 20210. La structure porteuse de l'élaboration et de la mise en œuvre est le Parc naturel régional de Lorraine. 
La qualité des cours d’eau peut être consultée sur un site dédié géré par les agences de l’eau et l’Agence française pour la biodiversité. 

### Climat
Pour des articles plus généraux, voir Climat du Grand Est et Climat de la Meuse.
En 2010, le climat de la commune est de type climat des marges montargnardes, selon une étude du Centre national de la recherche scientifique s'appuyant sur une série de données couvrant la période 1971-2000. En 2020, Météo-France publie une typologie des climats de la France métropolitaine dans laquelle la commune est exposée à un climat océanique altéré et est dans la région climatique  Lorraine, plateau de Langres, Morvan, caractérisée par un hiver rude (1,5 °C), des vents modérés et des brouillards fréquents en automne et hiver. 
Pour la période 1971-2000, la température annuelle moyenne est de 9,6 °C, avec une amplitude thermique annuelle de 16,6 °C. Le cumul annuel moyen de précipitations est de 911 mm, avec 12,9 jours de précipitations en janvier et 9,2 jours en juillet. Pour la période 1991-2020, la température moyenne annuelle observée sur la station météorologique de Météo-France la plus proche, « Nonsard », sur la commune de Nonsard-Lamarche à 10 km à vol d'oiseau, est de 10,7 °C et le cumul annuel moyen de précipitations est de 690,8 mm. 
La température maximale relevée sur cette station est de 40,1 °C, atteinte le 25 juillet 2019 ; la température minimale est de −17 °C, atteinte le 1er mars 2005,,. 
Les paramètres climatiques de la commune ont été estimés pour le milieu du siècle (2041-2070) selon différents scénarios d'émission de gaz à effet de serre à partir des nouvelles projections climatiques de référence DRIAS-2020. Ils sont consultables sur un site dédié publié par Météo-France en novembre 2022.

### Voies de communications et transports

#### Voies routières
- Autoroute A31 (aussi appelée autoroute de Lorraine-Bourgogne). Échangeur Toul-Croix de Met.

#### Transports en commun
- Fluo Grand Est.

#### Lignes SNCF

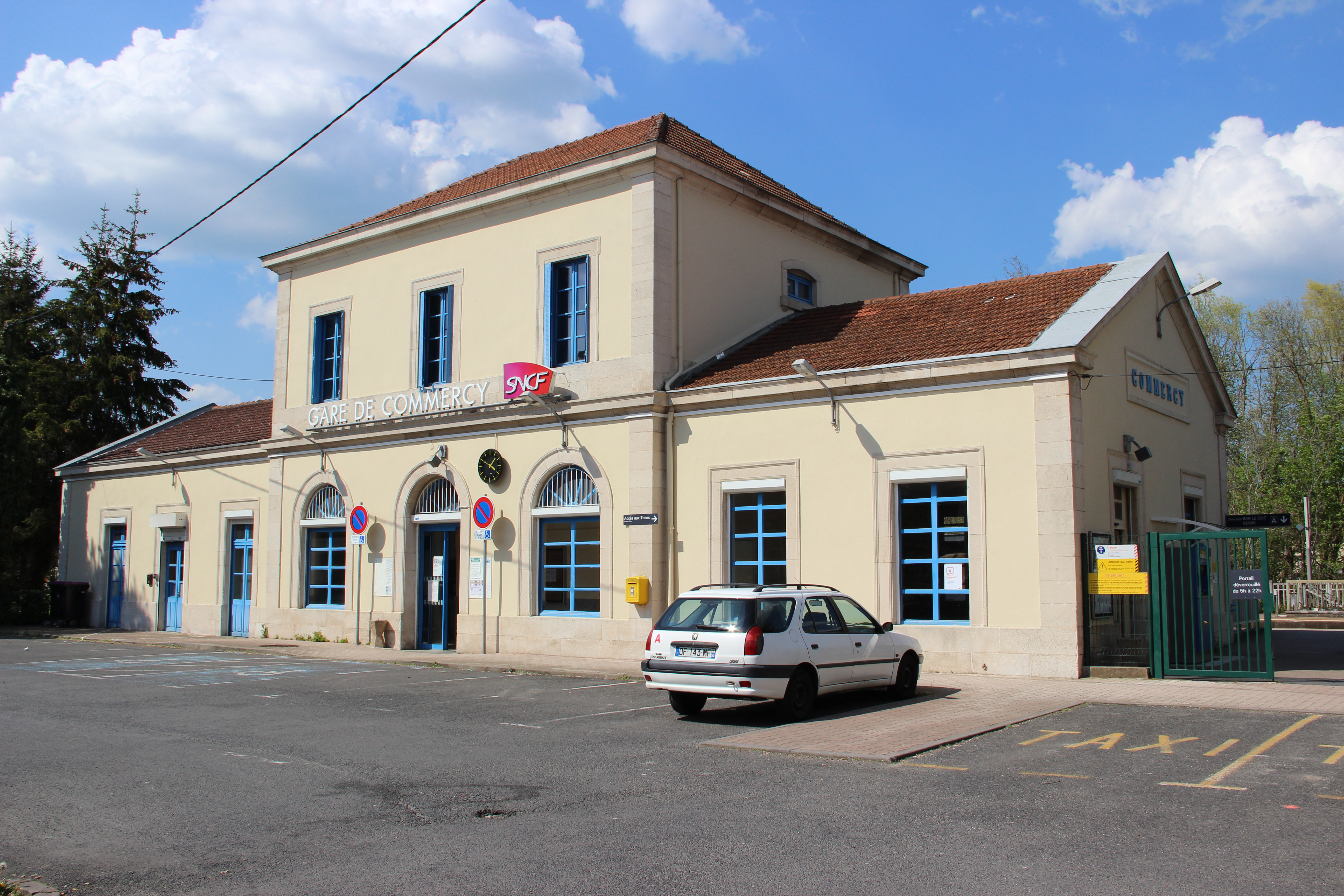
Gare de Commercy.

- Gare de Commercy.
- Gare de Pagny-sur-Meuse.
- Gare de Toul.
- Gare de Fontenoy-sur-Moselle.
- Gare de Pont-à-Mousson.

|          | Xivray-et-Marvoisin  |            |
| Loupmont | Bouconville-sur-Madt | Rambucourt |
|          | Broussey-Raulecourt  |            |

## Urbanisme

### Typologie
Au 1er janvier 2024, Bouconville-sur-Madt est catégorisée commune rurale à habitat dispersé, selon la nouvelle grille communale de densité à sept niveaux définie par l'Insee en 2022.
Elle est située hors unité urbaine et hors attraction des villes,.

### Occupation des sols
L'occupation des sols de la commune, telle qu'elle ressort de la base de données européenne d’occupation biophysique des sols Corine Land Cover (CLC), est marquée par l'importance des territoires agricoles (64 % en 2018), une proportion sensiblement équivalente à celle de 1990 (63,6 %). La répartition détaillée en 2018 est la suivante :
prairies (32,1 %), terres arables (31,9 %), forêts (20,8 %), eaux continentales (10,2 %), milieux à végétation arbustive et/ou herbacée (4,9 %). L'évolution de l’occupation des sols de la commune et de ses infrastructures peut être observée sur les différentes représentations cartographiques du territoire : la carte de Cassini (XVIIIe siècle), la carte d'état-major (1820-1866) et les cartes ou photos aériennes de l'IGN pour la période actuelle (1950 à aujourd'hui).
Par délibération en date du 14 décembre 2021, la Communauté de communes Côtes de Meuse Woëvre a prescrit l’élaboration de son Plan Local d’Urbanisme intercommunal (PLUi) qui couvrira le territoire des 25 communes qui la composent.

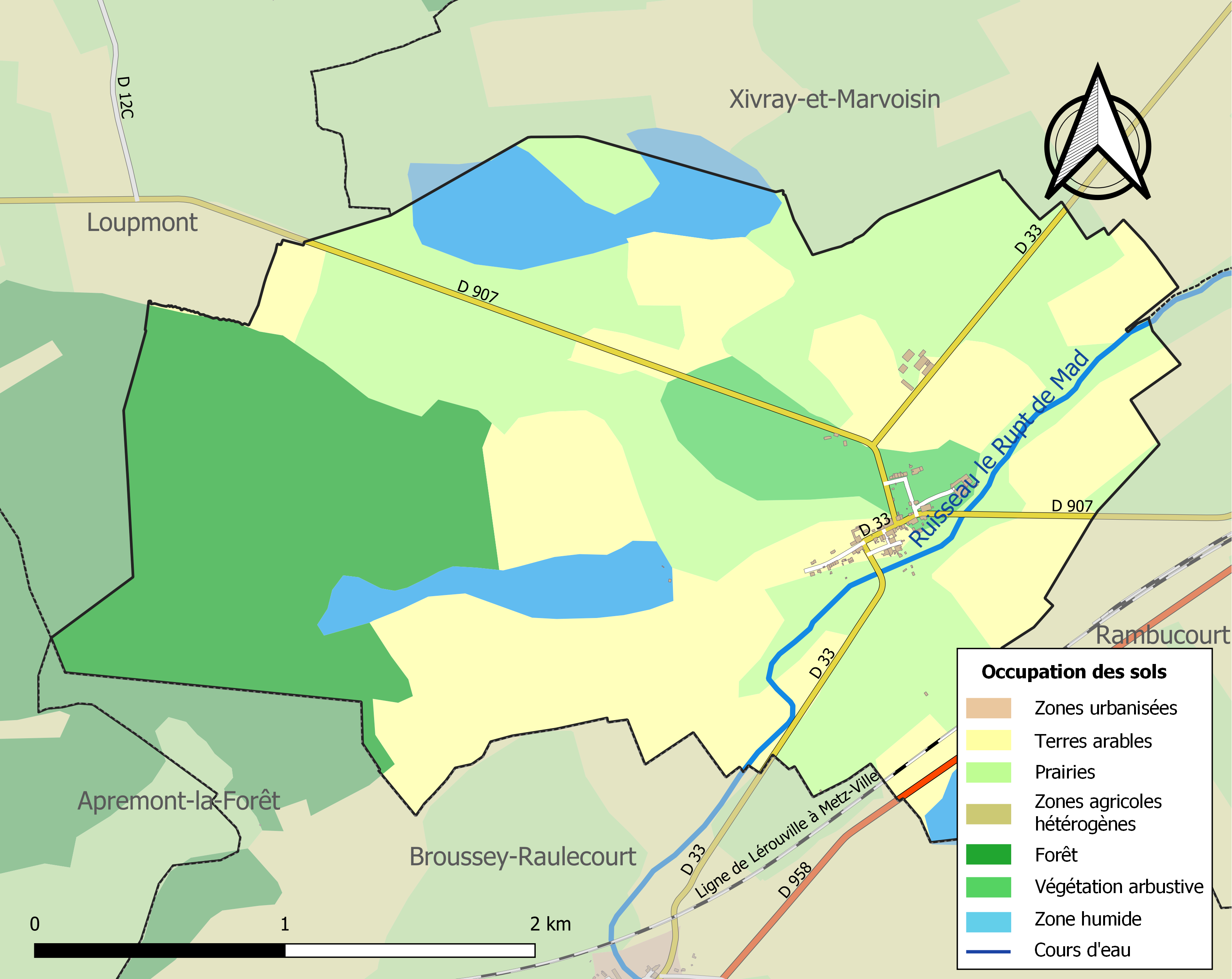
Carte des infrastructures et de l'occupation des sols de la commune en 2018 (CLC).

## Toponymie
Le nom de la localité est attesté sous les formes Boconis-villa super Maticum (921) ; Buconis-villa (1106) ; Bucconis-villa (XIIe siècle) ; Bouconville (1269) ; Beconis-villa (1707) ; Buconisvilla (1749) ; Bocconis-villa, Boconis-villa (1756).

Village sur le Rupt de Mad, une rivière qui coule en région Grand Est dans les deux départements de Meuse et Meurthe-et-Moselle. C'est un affluent gauche de la Moselle, par conséquent un sous-affluent du Rhin.

## Histoire
Le château de Bouconville (antérieur au XIVe siècle),, devenu une exploitation agricole, était une propriété de la famille de Bar.
Bouconville, commune rebaptisée  Bouconville-sur-Madt.
Les dommages de guerre sur la commune furent particulièrement importants.

## Politique et administration
| Période                                  | Période  | Identité                                     | Étiquette | Qualité        |
| ---------------------------------------- | -------- | -------------------------------------------- | --------- | -------------- |
| Les données manquantes sont à compléter. |          |                                              |           |                |
| mars 2001                                | En cours | Denis Rocquin Réélu pour le mandat 2020-2026 | DVD       | Ancien employé |

## Population et société

### Démographie

#### Évolution démographique
L'évolution du nombre d'habitants est connue à travers les recensements de la population effectués dans la commune depuis 1793. Pour les communes de moins de 10 000 habitants, une enquête de recensement portant sur toute la population est réalisée tous les cinq ans, les populations de référence des années intermédiaires étant quant à elles estimées par interpolation ou extrapolation. Pour la commune, le premier recensement exhaustif entrant dans le cadre du nouveau dispositif a été réalisé en 2006.

En 2022, la commune comptait 100 habitants, en évolution de −9,91 % par rapport à 2016 (Meuse : −4,4 %, France hors Mayotte : +2,11 %).
| 1793 | 1800 | 1806 | 1821 | 1831 | 1836 | 1841 | 1846 | 1851 |
| ---- | ---- | ---- | ---- | ---- | ---- | ---- | ---- | ---- |
| 291  | 300  | 331  | 310  | 322  | 336  | 338  | 317  | 325  |

| 1856 | 1861 | 1866 | 1872 | 1876 | 1881 | 1886 | 1891 | 1896 |
| ---- | ---- | ---- | ---- | ---- | ---- | ---- | ---- | ---- |
| 312  | 296  | 294  | 287  | 281  | 264  | 253  | 227  | 220  |

| 1901 | 1906 | 1911 | 1921 | 1926 | 1931 | 1936 | 1946 | 1954 |
| ---- | ---- | ---- | ---- | ---- | ---- | ---- | ---- | ---- |
| 214  | 196  | 172  | 101  | 126  | 119  | 103  | 128  | 126  |

| 1962 | 1968 | 1975 | 1982 | 1990 | 1999 | 2006 | 2011 | 2016 |
| ---- | ---- | ---- | ---- | ---- | ---- | ---- | ---- | ---- |
| 127  | 95   | 86   | 83   | 86   | 84   | 101  | 105  | 111  |

| 2021 | 2022 | - | - | - | - | - | - | - |
| ---- | ---- | - | - | - | - | - | - | - |
| 105  | 100  | - | - | - | - | - | - | - |

### Enseignement
Établissements d'enseignements :
- Écoles maternelles et primaires à Apremont-la-Forêt, Geville.
- Écoles primaires à Apremont-la-Forêt, Mandres-aux-Quatre-Tours, Geville.
- Collèges à Commercy, Saint-Mihiel, Thiaucourt-Regniéville, Foug.
- Lycées à Commercy, Toul.

### Santé
Professionnels et établissements de santé :
- Médecins à Vignot, Royaumeix, Euville, Saint-Mihiel, Lérouville, Lérouville, Commercy.
- Pharmacies à Vignot, Saint-Mihiel, Lérouville, Commercy.
- Hôpitaux à Saint-Mihiel, Commercy, Toul.

### Cultes
- Culte catholique, Paroisse Bienheureux Charles de Foucauld du Pays de Commercy[34], Diocèse de Verdun.
- Confession israélite Synagogue de Bar-le-Duc.

## Économie

### Budget et fiscalité 2022
En 2022, le budget de la commune était constitué ainsi :
- total des produits de fonctionnement : 161 000 €, soit 1 398 € par habitant ;
- total des charges de fonctionnement : 130 000 €, soit 1 128 € par habitant ;
- total des ressources d'investissement : 1 000 €, soit 10 € par habitant ;
- total des emplois d'investissement : 12 000 €, soit 103 € par habitant ;
- endettement : 2 000 €, soit 14 € par habitant.

Avec les taux de fiscalité suivants :
- taxe d'habitation : 7,09 % ;
- taxe foncière sur les propriétés bâties : 28,75 % ;
- taxe foncière sur les propriétés non bâties : 9,87 % ;
- taxe additionnelle à la taxe foncière sur les propriétés non bâties : 43,61 % ;
- cotisation foncière des entreprises : 7,91 %.

Chiffres clés Revenus et pauvreté des ménages en 2020 : médiane en 2020 du revenu disponible, par unité de consommation.

### Entreprises et commerces

#### Agriculture
- Culture de céréales, de légumineuses et de graines oléagineuses.
- Culture et élevage associés.
- Élevage d'autres animaux.

#### Tourisme
- Maisons de vacance à Lahayville.
- Maisons d'hôtes à Woinville.
- Chambres d'hôtes à Geville.

#### Commerces
- Commerces et services.

## Culture locale et patrimoine

### Lieux et monuments
- L'église Saint-Maurice, endommagée par les bombardements de la Première Guerre mondiale[37] a fait l'objet d'un classement au titre des monuments historiques  par arrêté du 12 août 1921[38].
- Stèle à Jean Bouin devant l'église[39].
- Le château de Bouconville devenu une exploitation agricole[40].

### Personnalités liées à la commune
- Jean Bouin (1888-1914) y a été enterré.
- Édouard Louis César Baudoin, Sergent au 163e R.I., tué le 28 septembre 1914 à Bouconville-sur-Madt[41].

### Héraldique
| Blason de Bouconville-sur-Madt | Blason  | D’or à la libellule de gueules ; au chef bastillé d’azur, chargé d’un trèfle d’argent accosté de deux croisettes recroisetées au pied fiché d’or. |
| Blason de Bouconville-sur-Madt | Détails | La libellule de gueules (rouge) évoque les libellules écarlates et toute la faune qui hantent les étangs, les marais, les ruisseaux et le Rupt de Madt sur le finage de Bouconville. Les rameaux sont ceux des saules qui bordent les rivages de ces plans d’eau. Ils représentent également les arbres de la forêt du village. Le trèfle fait allusion à Saint Maurice auquel est vouée l’église de Bouconville – Saint Maurice a pour attribut une croix tréflée. Les merlons du chef bastillé rappellent les éléments défensifs du vieux château qui appartenait au 14e siècle à des membres de la famille des Comtes (devenu ducs par la suite) de Bar. Le champ d’azur et les deux croix recroisetées soulignent ce lien avec le comté puis le duché de Bar qui portait : D’azur semé de croix recroisetées au pied fiché d’or à deux bars adossés de même. Bouconville sur Madt appartenait, sous l’ancien régime, au Barrois non mouvant ; il était siège d’une prévôté et d’une gruerie. Croix de guerre 1914 -1918 Création Robert André LOUIS, adoptées le 25 juin 2021, Monsieur Denis ROCQUIN étant Maire. |